# بوهيموند الرابع
بوهيموند الرابع أمير انطاكيا وكونت طرابلس Bohemond V Prince of Antioch and Count of Tripoli ، وعرف باسم «بوهيموند الأعور». (م 1172 - ت 1233 ). وحكم من 1291 إلى 1233.
لما مات بوهيموند الثالث في أبريل 1201 بوهيموند الرابع استولى على مدينة انطاكيا وعزل رايموند-روپين. وقد حصل بوهيموند على تاييد النبلاء في انطاكيا سريعا. و لكي يحصل بوهيموند على رضى نبلاء اليونانا طرد البطريرك اللاتينى بيتر دى انجوليمى Peter de Angouleme سنة 1206 و عين البطريرك اليونانى سيميون التانى Symeon II. وفي سنة 1207 حاول البطريرك بيتر دى انجوليمى الانقلاب ضد بوهيموند لكن فشل وقتل في السجن.
أهم حلفاء رايموند-روپين عم أبوه ليون الأول Leon I ملك كيليكيا غزا انطاكيا ونصب رايموند-روپين أمير عليها سنة 1216 و أجبر بوهيموند على الهروب عالي طرابلس.
في سنة 1220 استطاع بوهيموند ان يستولي على مدينة انطاكيا من جديد.
بوهيموند الرابع اتوفى في مارس 1233 بعد ما صالح الكنيسة اللاتينيه في آخر أيامه. خلفه أكبر ولاده بوهيموند الخامس على حكم إمارة انطاكيا وكونتية طرابلس.